# Errol Bouchette
Pour les articles homonymes, voir Bouchette.
Errol Bouchette (2 juin 1862 - 13 août 1912) est un sociologue, un journaliste, un avocat et un bibliothécaire québécois.
Fils de Robert-Shore-Milnes Bouchette, il étudie au petit séminaire de Québec et est diplômé en lettres avant d'entrer dans le barreau du Québec à l'âge de vingt-deux ans.
Il pratique le droit à Montréal avant d'être embauché par le premier ministre du Québec pour être le secrétaire du ministre du revenu. En 1900, il devient assistant-bibliothécaire à la bibliothèque du Parlement.
Essayiste, il est connu pour avoir été parmi les premiers à défendre l'indépendance économique des Canadiens français. Il est décédé en 1912.

## Ouvrages publiés
- Emparons-nous de l’industrie, 1901
- Robert Lozé, 1903
- Études sociales et économiques sur le Canada, 1905
- L’Indépendance économique du Canada français, 1906

Sur la pensée de Bouchette, lire Jean-Philippe Warren, L'engagement sociologique, Montréal, Boréal, 2003.